# ジフェニルエーテル
ジフェニルエーテル（diphenylether）は、有機化合物である。ヒドロキシル化、ニトロ化、ハロゲン化、スルホン化、そして、フリーデル・クラフツアルキル化またはアシル化など、フェニル基に特有な反応を受けやすい。

## 合成
ジフェニルエーテルとその特性は1901年に初めて報告されている 。このエーテルは、塩基と触媒の銅の存在下、ナトリウムフェノキシドとブロモベンゼンとの反応によって作られる。
{\displaystyle {\ce {PhONa + PhBr -> PhOPh + NaBr}}}